# Кириллов, Максим Гаврилович
Максим Гаврилович Кириллов (5.05.1896, деревня Беляиха Юрьев-Польского уезда Владимирской губернии — 5.09.1942, Бутырская тюрьма, Москва) — советский военачальник, полковник (1938), участник Первой мировой, Гражданской и Великой Отечественной войны. 
Арестован органами НКВД в марте 1942 года, расстрелян 5 сентября 1942 года.

## Биография
Русский. Военное образование: курсы «Выстрел» (1924), КУВНАС при Военной академии им. М. В. Фрунзе (1941). 
В годы Первой мировой войны 8 августа 1915 года мобилизован на военную службу и направлен в 211-й запасной батальон в Ярославль. В ноябре с маршевой ротой убыл на Западный фронт, зачислен в 179-й пехотный Усть-Двинский полк, в 1916 году окончил учебную команду и служил затем начальником пулемёта. В конце года при формировании новых частей переведен на ту же должность в 746-й пехотный Плонский полк 187-й пехотной дивизии, воевал под Ригой. В декабре 1917 года демобилизован в чине старшего унтер-офицера. 
В Гражданскую войну 12 июня 1918 года мобилизован в РККА и назначен командиром взвода в пулемётную команду 58-го Владимирского полка, воевал на Восточном фронте в составе 1-й бригады 5-й Уральской стрелковой дивизии, в ноябре 1918 года назначен начальником 2-й пулемётной команды 1-го Бирского стрелкового полка. В марте 1919 года дивизия была переименована в 21-ю стрелковую, а полк — в 188-й Святигорский стрелковый, сражался под Боткинском, Оханском, Кунгуром, Челябинском. В сентябре полк с 1-й бригадой был переброшен на Южный фронт, где воевал в районах Бутурлиновки, Каленской, Новочеркасска и Богаевской. Вскоре заболел тифом и эвакуирован в Луганск, после выхода из госпиталя с апреля 1920 года служил в штабе 21-й стрелковой дивизии инспектором по продовольствию и начальником пулемётной команды. В феврале 1921 года дивизия была переброшена в район Архангельска и Вологды, затем в Сибирь и вела борьбу с бандитизмом в Горном Алтае. В январе 1922 года полк с бригадой вошёл в подчинение 29-й стрелковой дивизии с дислокацией в Канске. В мае бригада была переведена в Тюмень и переформирована в 86-й стрелковый Краснознаменный им. Володарского полк, а М. Г. Кириллов назначен в нём начальником пулемётной команды. 
В августе 1923—августе 1924 года — на учёбе в Высшей тактико-стрелковой школе комсостава РККА, по возвращении в полк — командир пулемётной роты, командир сводной роты и начальник полковой школы, командир 2-го батальона. С февраля 1931 года командовал 4-м отдельным батальоном местных стрелковых войск Белорусского военного округа в Карачеве. В мае 1933 года назначен командиром учебного батальона 22-го стрелкового полка 8-й стрелковой дивизии, а с апреля 1935 года был пом. командира по строевой части 23-го стрелкового полка. 10 июля 1937 года назначен командиром 39-го стрелкового полка 13-й стрелковой дивизии. 
19 мая 1938 года назначен командиром 38-й Донской Краснознамённой Морозовско-Донецкой имени А. И. Микояна стрелковой дивизии Северо-Кавказского военного округа, в том же году получил звание полковника. По итогам инспекторской проверки наркомом обороны СССР осенью 1940 года 38-я дивизия была признана лучшей в своём округе. С ноября 1940 по май 1941 года находился на КУВНАС при Военной академии им. М. В. Фрунзе, был в числе слушателей речи И. В. Сталина перед выпускниками академии накануне Великой Отечественной войны о международной обстановке и задачах армии, затем вернулся к командованию дивизией. 

### В годы Великой Отечественной войны
В июле 1941 года 38-я стрелковая дивизия в составе 19-й армии генерал-лейтенанта И. С. Конева переброшена на Западный фронт и участвовала в Смоленском сражении. С 24 июля по 9 августа 1941 года дивизия действовала в составе оперативной группы войск Ярцевского направления Западного фронта, затем в составе 16-й армии генерал-лейтенанта К. К. Рокоссовского. 
В середине августа 1941 года позиции 38-й дивизии посетили представители английской военной миссии во главе с генералом Ф. Н. Макфарлейном: прежде чем наладить поставки стратегических материалов и вооружения, они хотели убедиться в боеспособности Красной Армии.
В битве за Москву в начале октября 1941 года 38-я стрелковая дивизия была окружена и разгромлена под Вязьмой (расформирована в декабре 1941 года), а сам М. Г. Кириллов тяжело ранен и контужен. Через несколько недель он организовал партизанский отряд «Северный медведь», который в декабре 1941—январе 1942 года активно действовал в тылу противника в Семлевском районе Смоленской области. В январе 1942 года отряд передислоцировался в Знаменский район, где обеспечивал высадку десантов майора Солдатова и капитана Суржика, готовил посадочные площадки у села Желанье для 4-го воздушно-десантного корпуса. Здесь 24 января 1942 года произошло объединение партизанских отрядов и групп, эта сводная группа (численностью до 3000 человек) под командованием полковника М. Г. Кириллова была переформирована в партизанский полк. 2 февраля в подчинение отряда в качестве 4-го батальона вошёл отряд диверсантов ГРУ Генерального штаба РККА лейтенанта Черчикова. 
Новое партизанское формирование вызвало ревность местных подпольных партийных руководителей. Заместитель начальника особого отдела НКВД особого (чекистского) партизанского отряда майор В. В. Жабо в докладной записке на имя начальника особого отдела Западного фронта писал: «У Кириллова нет ни одной положительной черты, присущей советскому человеку. Он вреден для партии и всего советского народа. Он лично виновен в окружении дивизии, которой командовал, которую впоследствии бросил, лично виновен в гибели многих солдат и офицеров дивизии, лично виновен в дезорганизации партизанского движения в Знаменском и Семлевском районах Смоленской области».

### Военный трибунал
1 марта 1942 года М. Г. Кириллов сдал командование партизанским отрядом майору Жабо и политруку Лифшицу и отбыл в распоряжение штаба Западного фронта под предлогом назначения командиром 238-й стрелковой дивизии. Вскоре после прибытия в штаб фронта 8 марта 1942 года арестован. 
Следствие по делу Кириллова возглавлял начальник особого отдела Западного фронта Л. Ф. Цанава. Под следствием о причинах поражения под Смоленском в июле 1941 года уже находился генерал-лейтенант Р. П. Хмельницкий (бывший командир 34-го стрелкового корпуса 19-й армии). В мае 1942 года, когда следствие близилось к завершению, из трёх комдивов 34-го корпуса в живых оставался только М. Г. Кириллов (командир 129 СД генерал-майор А. М. Городнянский погиб в окружении под Харьковом 27 мая 1942 года, а командир 158 СД полковник В. И. Новожилов пропал без вести под Смоленском ещё 19 июля 1941 года). К тому времени погибли также командир 25-го стрелкового корпуса генерал-майор С. М. Честохвалов, командир 134 СД комбриг В. К. Базаров и командир 162 СД полковник Н. Ф. Колкунов.
14 июля 1942 года военным трибуналом М. Г. Кириллов осуждён по ст. 58-1 п. «б» УК РСФСР и приговорён к высшей мере наказания. Генерал-лейтенант Р. П. Хмельницкий (с 1926 по 1940 год он был личным порученцем маршала К. Е. Ворошилова) был оправдан и назначен начальником службы снабжения под руководством К. Е. Ворошилова.
21 июля 1942 года М. Г. Кириллов был переведен в Бутырскую тюрьму в Москве. Расстрелян 5 сентября 1942 года. 
После войны заключением Главной военной прокуратуры СССР от 19.7.1991 полностью реабилитирован. Приказом МО СССР от 17.12.1991 пункт приказа об его исключении из списков офицерского состава был изменен — «исключен в связи со смертью». 

## Награды
- орден Красного Знамени (1938)
- медаль «ХХ лет РККА» (1938)